# Same Old Scene
Singles de Roxy Music
Oh Yeah
(1980) In the Midnight Hour
(1980)
Same Old Scene est une chanson du groupe Roxy Music, paru en 1980 sur l'album Flesh + Blood, puis en single comme troisième extrait de l'album.
Il figurera en face B de l'édition allemande du single Jealous Guy le 3 mars 1981.

## Classements
| Classement (1980)                      | Meilleure position |
| -------------------------------------- | ------------------ |
| Royaume-Uni (UK Singles Chart)         | 12                 |
| Belgique (Flandre Ultratop 50 Singles) | 27                 |
| Pays-Bas (Single Top 100)              | 29                 |
| France (IFOP)                          | 63                 |

## Musiciens
- Bryan Ferry – chant, claviers
- Phil Manzanera – guitare
- Andy Mackay – saxophones and oboe
- Neil Hubbard – guitare
- Paul Carrack – cordes
- Alan Spenner – basses
- Allan Schwartzberg – batterie